# Parafia Świętego Krzyża w Warszawie
Parafia Świętego Krzyża w Warszawie – parafia rzymskokatolicka należąca do dekanatu staromiejskiego, archidiecezji warszawskiej, metropolii warszawskiej Kościoła katolickiego, w Warszawie. Obsługiwana przez księży misjonarzy św. Wincentego a Paulo.

## Historia
Parafia została erygowana w 1626. 
Kościół parafialny został wybudowany w XVII wieku i odbudowany w XX w. po zniszczeniach wojennych.